# ATP Firenze 1991
L'ATP Firenze 1991 è stato un torneo di tennis giocato sulla terra rossa. È stata la 19ª edizione dell'ATP Firenze che fa parte della categoria World Series nell'ambito dell'ATP Tour 1991. Si è giocato a Firenze in Italia dal 10 giugno al 16 giugno 1991.

## Campioni

### Singolare
Thomas Muster ha battuto in finale  Horst Skoff con il punteggio di 6–2, 6(2)–7, 6–4

### Doppio
Ola Jonsson /  Magnus Larsson hanno battuto in finale  Juan Carlos Báguena /  Carlos Costa con il punteggio di 3–6, 6–1, 6–4